# Mamoea assimilis
Mamoea assimilis là một loài nhện trong họ Amphinectidae. Loài này phân bố ở New Zealand.